# Francisco Muzzi

Fatal e rápido incêndio que reduziu a cinzas [...] o antigo Recolhimento de N. S. do Parto [...]. Pintura de Francisco Muzzi (1789), no Museu do Açude, Rio de Janeiro.

João Francisco Muzzi (Itália, século XVIII — ?, 1802), foi um pintor, cenógrafo e ilustrador ítalo-brasileiro.
Iniciou sua carreira como cenógrafo da Casa de Ópera, tendo sido possivelmente aluno de José de Oliveira Rosa. Depois trabalhou no Teatro de Manuel Luís.
Em 1789, executou as pinturas sobre o Incêndio e Reedificação do Recolhimento do Parto, hoje nos Museus Castro Maya, no Rio de Janeiro. Possivelmente são suas algumas das ilustrações da obra Mapa Botânico para uso do Ilmo. Exmo. Sr. Luiz de Vasconcelos e Souza, vice-rei do Estado do Brasil (c. 1790), preservada na Biblioteca Nacional.